# Paweł Szostak
Paweł Szostak (ur. 28 września 1993) – polski biegacz średnio- i długodystansowy.
W latach 2009–2012 zawodnik MKS Unia Hrubieszów, a od 2013 AZS-AWF Warszawa. Wicemistrz Polski w biegu na 10 000 metrów (2015). Brązowy medalista halowych mistrzostw Polski w biegu na 3000 metrów (2016).
Wybrane rekordy życiowe:
- 800 metrów – 1:54,24 (2014),
- 1500 metrów – 3:56,48 (2015),
- 5000 metrów – 14:35,32 (2015),
- 10 000 metrów – 29:37,46 (2015),
- półmaraton – 1:14:37 (2014).